# Renato Albornoz
Renato Albornoz Moreno, cantautor, compositor, guitarrista, productor musical, nacido en Cuenca, Ecuador, el 23 de agosto de 1966. Sus primeras creaciones musicales las realizó en Guayaquil, donde vivió a finales de los ochenta y mantuvo una activa vida musical en centros nocturnos y como creativo de spots publicitarios en esa ciudad.
En 1992 clasifica al festival OTI Capítulo Ecuador como autor, compositor e intérprete, quedando entre los doce finalistas con su canción “Amigo de la Luna”, que fue dirigida por el maestro Luis Torres Gómez. En 1994 regresa a Cuenca donde reanuda su vida artística en esa localidad. Entre sus composiciones está “Ciudad de Mil Aleros”, canción que describe su ciudad de una forma real y poética, tema que pasó a formar parte de las canciones símbolo de esa urbe Ecuatoriana.
En el año 2002 se hace acreedor a la presea Francisco Paredes Herrera por su trabajo en el ámbito creativo musical.
Entre sus producciones están: Renato y sus amigos en Tapitas y Canciones Un trabajo en el que participan varios cantantes que compartieron con él en su bar, la bohemia y el hermoso paisaje de El Barranco de Cuenca.
Un bolero son y rumba es otra producción que la realizó bajo la dirección de Freddy Abad C., músico cuencano que compartió también la producción musical de De mil aleros, junto a músicos como: Edgardo Neira, Aníbal Romero, Javier Gómez, Danilo Abad, Renato Zamora.
Entre las producciones destacadas de Renato Albornos se encuentran: Cantares, CD que incluye a varios cantantes de su ciudad. "La Vida" es otro álbum interesante en el que se hace una variada recopilación de sus interpretaciones, temas de varios autores. 
También realizó la producción Poesía de Eugenio Moreno Heredia en la cual declama algunos de los poemas de este literato cuencano.
Sus canciones se las puede encontrar en  diferentes plataformas como Spotify o Youtube.

## Discografía
- De Mil Aleros
- Un Bolero, Son y Rumba
- Renato Albornoz y sus Amigos en Tapitas y Canciones
- Poesía de Eugenio Moreno Heredia
- Cantares
- La Vida